# 平成の森しおかぜ球場
平成の森しおかぜ球場（へいせいのもりしおかぜきゅうじょう）は、宮城県南三陸町の平成の森にある野球場。南三陸町が運営管理している。

## 概要・歴史
1991年から町制を記念し各種スポーツ施設を有する総合運動施設として建設された平成の森にあり、1991年3月に竣工。開場以降、地元小中学校、高校野球などアマチュア野球公式戦が行われている。2008年からそれまで「平成の森球場」だったが、愛称として「しおかぜ」が加わり、「平成の森しおかぜ球場」と呼称されるようになった。開設以来、NPB2軍（イースタン・リーグ）の試合が不定期に開催されている。2006年から2023年までは東北楽天ゴールデンイーグルス2軍の主催試合が、2007年と2011年、2020年、2021年を除いて毎年日程に組まれていた。愛称として「楽天イーグルス平成の森球場」も使用されている。しかし、2024年以降は当初より設定がない。
2019年6月12日には、ベースボール・チャレンジ・リーグの埼玉武蔵ヒートベアーズ対茨城アストロプラネッツの試合が開催された（主催は武蔵、23-3で武蔵が勝利）。この試合は、元楽天選手で武蔵のヘッドコーチを務める片山博視の働きかけで開催が決まった。
東日本大震災において甚大な被害を受けた南三陸町はそれまであった平地(学校の校庭、平成の森のグラウンドなど)を仮設住宅建設用地にしたため、当町でイベントの会場としてある程度の広さが必要な場合、後述のように当球場を利用することが多くなった。

## 年表
- 1991年 -  竣工。開場記念試合（後述）では当時の歌津町長・佐藤栄太郎が始球式を務め、収容人数1万人の球場に3万人が来場した。
- 2000年 - 歌津町とイタリア・ベザーノが姉妹都市となり、歌津町長（当時）の牧野駿とペザーノ市のコロンボ市長が球場脇に記念植樹。
- 2004年 - 東北楽天ゴールデンイーグルスのNPB加入に際して、牧野町長らが球場二軍試合開催を要請した。
- 2006年 - 球場開場以来初の改修工事(グランド整備)をおこなう。
- 2008年
  - 老朽化の目立つフェンス・壁などを塗り替え、補修する第二次改修工事を実施する。
  - 財源確保のため球場広告を募集する。
  - 愛称「しおかぜ」が付き「平成の森野球場」から一般公称「平成の森しおかぜ球場」へ変更。
  - 5月23日の「みやぎバットの森植樹祭」にあわせ、球場付近にアオダモ等が植林される（詳細後述）。
- 2011年 - 東日本大震災の影響で校庭が使用できなくなった町立小学校の合同運動会が、11月12日に当球場のグラウンドで開催された(詳細後述)。
- 2012年
  - 3月25日 大宮アルディージャのコーチ陣によるサッカー教室ならびにストレッチ教室を当球場と平成の森施設内で実施[6]。
  - 11月17日から18日にかけて、来町した山形県庄内町の町民と南三陸町民によるグラウンドゴルフを開催 [リンク切れ]。

## NPB（ファーム）試合開催実績
1991年
- （日付不明）大洋 3 - 9 巨人 ※開場記念試合

1993年
- （日付不明）横浜 13 - 4 巨人

2006年
- 6月18日 楽天 2 - 2 ヤクルト[7]

2008年
- 6月8日 楽天 3 - 7 ロッテ（2,304人）[8]

2010年
- 7月10日 楽天 9 - 1 日本ハム（935人）[9]

2012年
- 8月19日 楽天 9 - 3 日本ハム（2,525人）[10]

2013年
- 8月25日 楽天 1 - 4 巨人（1,551人）[11]

2016年
- 8月21日 楽天 4 - 5 日本ハム（1,717人）[12]

2017年
- 6月18日 楽天 1 - 5 日本ハム（2,566人）[13]

2022年
- 6月5日 楽天 2 - 2 巨人（2,097人）[14]

2023年
- 7月23日 楽天 0 - 2 ロッテ（1,731人）[15]

上記のほか、1996年に巨人対西武戦、2009年4月25日に楽天対ヤクルト戦、2014年6月29日に楽天対DeNA戦、2015年8月30日に楽天対西武戦、2018年8月26日に楽天対ロッテ戦、2019年8月25日に楽天対巨人戦 が予定されていたが、雨天中止またはノーゲームとなっている。2020年と2021年は日程がなかった。2022年6月5日に5年ぶり（日程掲載としては3年ぶり）となるイースタン・リーグ公式戦（対巨人2軍）が開催された。

## 施設概要
西武ドームのように丘の頂部を掘り下げた形の球場である。ナイター設備を設置している。両翼は90mとやや狭く、かつフェンスも2m以下と本塁打が出やすい条件であるが、風が強い時には打球が押し戻される場合もある。
- 両翼：90m、中堅：120m
- 内野：土、外野：天然芝
- 収容人員：約10,000人（内野：簡易シート、外野：天然芝）
- スコアボード：チーム名・得点表示のみ（選手名表示なし）
- 照明設備：照明塔6基

### 改修工事
現在までに2回の改修工事が行われている。まず2006年に楽天対ヤクルトのイースタン・リーグ公式戦が行われる際に内野土と外野芝との段差をなくし、マウンド、ブルペン整備を2か月間の工期で実施した。
2回目の改修工事は2008年に実施された。この際フェンス等の色（以前はダークグリーン）を、歌津町が隣接する志津川町と合併し南三陸町になったことに伴い、以下のように変更した。
- 内外野ラバーフェンス及びフェンス金網部分 - スカイブルー

これは合併し誕生した南三陸町のイメージカラーが同色であるため。
- 外野フェンス最上部分 - イエロー
- 左右ポール - イエロー
- バックスクリーン・バックネット - 紺

また、2019年からは、宮城球場で使用されていた椅子（同球場の改修に伴って撤去）が愛称を使っている関係で楽天球団より寄贈され、2019年にバックネット裏、2021年オフに残りの内野席に設置されて内野はすべて芝生から椅子席に置き換えられる。

## 有料広告
2008年度から財源確保のために、外野ラバーフェンス部分10区画への有料広告主募集を行ったところ、すぐに広告掲載希望者が現れ、全ての区画が埋まった。現在は内野部分の広告主募集をしている。

## できごと
2009年5月23日に平成の森を会場に「みやぎバットの森植樹祭」が開催された。これにあわせて、楽天野球団ジュニアコーチの沖原佳典と中濱裕之ほか、「ミス・インターナショナル日本代表2009」の中山由香が緑の大使として南三陸町を訪れ、町内のスポーツ少年団やみどりの少年団など約100人と、球場付近にアオダモやヤマボウシなど150本の苗木を植えた。宮城県では、2005年に東北楽天ゴールデンイーグルスが誕生したことを記念し、県内各地にバットの原木となるアオダモ等を主体とした広葉樹の森づくりを進めている。
2011年3月11日に発生した東日本大震災において海岸線に近い南三陸町立名足小学校は校舎、校庭に著しい損壊を受け、また同町立伊里前小学校は高台にあり被害は軽かったが、校庭は町内で不足していた仮設住宅建設の用地として利用されており通年5月に行われていた運動会が延期となっていた。また平成の森のグラウンドも建設用地となっており利用はできなかった。そのため11月12日、球場開業以来初の運動会が開催された。

## 周辺
レフトスタンド側奥の森林公園には木製アスレチックがあり、観戦に飽きた子供が遊べるようになっている。一方ライトスタンド側には「和風レストラン　ベザーノ」の二階席があり、食事をしながらの野球観戦も可能となっている。このベザーノの入っている施設内には元木大介が当球場でプレーした頃の写真が飾られている。
開場当時球場付近に家屋などは少なかったが、2001年頃から球場に隣接する升沢地区の開発が始まり、升沢団地が誕生した。升沢団地はバックネットの延長線上にある。

## 交通
- 歌津駅から徒歩約20分、タクシーで約5分